# Morti nel 2015/Novembre
| Questa pagina contiene informazioni ricavate automaticamente dalle voci biografiche con l'ausilio del template Bio e di un bot. L'aggiornamento è periodico e automatico e ricostruisce completamente la pagina. Se manca una persona in questa lista, sei pregato di non aggiungerla, ma accertati piuttosto che la sua voce biografica contenga il template Bio e che i dati anagrafici siano correttamente compilati. Se il template Bio manca, inseriscilo tu stesso o, in alternativa, metti l'avviso {{tmp\|Bio}} che ne segnala la mancanza. Se i dati riportati sono sbagliati, correggi direttamente la voce biografica; le modifiche saranno visibili in questa lista entro pochi giorni. Per chiarimenti vedi il progetto biografie. La lista contiene solo le 176 persone che sono citate nell'enciclopedia e per le quali è stato implementato correttamente il template Bio. Pagina aggiornata al 10 lug 2025. |

- 1º novembre - Alfredo Bonazzi, poeta italiano (n. 1929)
- 1º novembre - Baha Boukhari, fumettista palestinese (n. 1944)
- 1º novembre - Ronald Desruelles, velocista e lunghista belga (n. 1955)
- 1º novembre - Anselmo Gouthier, politico italiano (n. 1933)
- 1º novembre - Paolo Poiret, attore, doppiatore e direttore del doppiaggio italiano (n. 1945)
- 1º novembre - Gloria Salguero Gross, politica e imprenditrice salvadoregna (n. 1941)
- 1º novembre - Günter Schabowski, politico tedesco (n. 1929)
- 1º novembre - Fred Dalton Thompson, avvocato, politico e attore statunitense (n. 1942)
- 2 novembre - Andrzej Ciechanowiecki, storico dell'arte, filantropo e collezionista d'arte polacco (n. 1924)
- 2 novembre - Antonio Dal Masetto, scrittore italiano (n. 1938)
- 2 novembre - Christopher Duggan, storico britannico (n. 1957)
- 2 novembre - Ricardo Palacios, attore spagnolo (n. 1940)
- 2 novembre - Miroslav Poljak, pallanuotista jugoslavo (n. 1944)
- 2 novembre - Arthur Shaw, allenatore di calcio e calciatore inglese (n. 1924)
- 2 novembre - Barbara Snelling, politica statunitense (n. 1928)
- 2 novembre - Colin Welland, attore e sceneggiatore britannico (n. 1934)
- 2 novembre - Omar al-Hariri, militare e politico libico (n. 1944)
- 3 novembre - Adriana Campos, attrice colombiana (n. 1979)
- 3 novembre - Ahmad Chalabi, politico iracheno (n. 1944)
- 3 novembre - Howard Coble, politico statunitense (n. 1931)
- 3 novembre - Mike Davies, dirigente sportivo e tennista britannico (n. 1936)
- 3 novembre - Csaba Fenyvesi, schermidore ungherese (n. 1943)
- 3 novembre - Elide Suligoj, cantautrice e compositrice italiana (n. 1936)
- 4 novembre - Gennaro Alfano, politico italiano (n. 1927)
- 4 novembre - Antonio Glauco Casanova, saggista e giornalista italiano (n. 1919)
- 4 novembre - Seymour Chatman, critico letterario e critico cinematografico statunitense (n. 1928)
- 4 novembre - Ernino D'Agostino, politico italiano (n. 1960)
- 4 novembre - Antonello De Sanctis, paroliere e scrittore italiano (n. 1942)
- 4 novembre - Maurice Desaymonet, cestista francese (n. 1921)
- 4 novembre - René Girard, antropologo, critico letterario e filosofo francese (n. 1923)
- 4 novembre - Melissa Mathison, sceneggiatrice e produttrice cinematografica statunitense (n. 1950)
- 4 novembre - Marina Nikulina, pallavolista russa (n. 1963)
- 4 novembre - Adolf Polatschek, botanico austriaco (n. 1932)
- 4 novembre - Carlo Porciani, fumettista italiano (n. 1938)
- 5 novembre - Nora Brockstedt, cantante norvegese (n. 1923)
- 5 novembre - Adele Cambria, giornalista, scrittrice e attrice italiana (n. 1931)
- 5 novembre - Czesław Kiszczak, militare e politico polacco (n. 1925)
- 5 novembre - Michail Lesin, politico russo (n. 1958)
- 5 novembre - Hans Mommsen, storico tedesco (n. 1930)
- 6 novembre - Robert Campbell, calciatore e allenatore di calcio inglese (n. 1937)
- 6 novembre - Enrico Gasperini, imprenditore italiano (n. 1962)
- 6 novembre - Karel Mejta, canottiere cecoslovacco (n. 1928)
- 6 novembre - Yitzhak Navon, politico, diplomatico e scrittore israeliano (n. 1921)
- 7 novembre - Gunnar Hansen, attore e scrittore islandese (n. 1947)
- 7 novembre - Eddie Hoh, batterista statunitense (n. 1944)
- 8 novembre - Erhard F. Freitag, scrittore tedesco (n. 1940)
- 8 novembre - Luciano Gallino, sociologo e scrittore italiano (n. 1927)
- 8 novembre - Branko Kraljević, calciatore jugoslavo (n. 1939)
- 9 novembre - Ernst Fuchs, artista austriaco (n. 1930)
- 9 novembre - André Glucksmann, filosofo, saggista e attivista francese (n. 1937)
- 9 novembre - Tommy Hanson, giocatore di baseball statunitense (n. 1986)
- 9 novembre - Byron Krieger, schermidore statunitense (n. 1920)
- 9 novembre - Marc Richir, filosofo belga (n. 1943)
- 9 novembre - Selwyn Sese Ala, calciatore vanuatuano (n. 1986)
- 9 novembre - Yolanda Sonnabend, costumista, scenografa e pittrice britannica (n. 1935)
- 9 novembre - Andy White, batterista britannico (n. 1930)
- 10 novembre - Walter Almaviva, ciclista su strada italiano (n. 1933)
- 10 novembre - Gene Amdahl, ingegnere e informatico statunitense (n. 1922)
- 10 novembre - Robert Craft, direttore d'orchestra e scrittore statunitense (n. 1923)
- 10 novembre - Klaus Roth, matematico britannico (n. 1925)
- 10 novembre - Miguel San Román, calciatore spagnolo (n. 1938)
- 10 novembre - Helmut Schmidt, politico tedesco (n. 1918)
- 10 novembre - Nuša Tome, sciatrice alpina jugoslava (n. 1960)
- 10 novembre - Allen Toussaint, musicista, compositore e produttore discografico statunitense (n. 1938)
- 10 novembre - Johannes Maria Trilaksyanta Pujasumarta, arcivescovo cattolico indonesiano (n. 1949)
- 10 novembre - Michael Wright, cestista statunitense (n. 1980)
- 11 novembre - Maykel del Cid, pilota di rally spagnolo (n. 1950)
- 11 novembre - Dan Erez, cestista e allenatore di pallacanestro israeliano (n. 1933)
- 11 novembre - Phil Taylor, batterista britannico (n. 1954)
- 12 novembre - Lucian Bălan, calciatore e allenatore di calcio rumeno (n. 1959)
- 12 novembre - Márton Fülöp, calciatore ungherese (n. 1983)
- 12 novembre - Jihadi John, terrorista e criminale kuwaitiano (n. 1988)
- 12 novembre - Tom King, cestista statunitense (n. 1924)
- 12 novembre - Pál Várhidi, allenatore di calcio e calciatore ungherese (n. 1931)
- 13 novembre - Brahim Abdeslam, terrorista francese (n. 1984)
- 13 novembre - Giorgio Bambini, pugile italiano (n. 1945)
- 13 novembre - Massimo Gatti, fotografo e imprenditore svizzero (n. 1943)
- 13 novembre - Giuseppe Leone, politico italiano (n. 1941)
- 13 novembre - Samy Amimour, terrorista francese (n. 1987)
- 13 novembre - Aleksandr Vladimirovič Surin, regista sovietico (n. 1939)
- 13 novembre - Henk Visser, lunghista olandese (n. 1932)
- 13 novembre - Éliane Vogel-Polsky, giurista belga (n. 1926)
- 14 novembre - Nick Bockwinkel, wrestler e attore statunitense (n. 1934)
- 14 novembre - Carlos Martínez II, calciatore uruguaiano (n. 1940)
- 14 novembre - Warren Mitchell, attore britannico (n. 1926)
- 14 novembre - Foued Mohamed-Aggad, terrorista francese (n. 1992)
- 14 novembre - Ismaël Omar Mostefaï, terrorista francese (n. 1985)
- 15 novembre - Guillaume Barreau-Decherf, giornalista, conduttore radiofonico e critico musicale francese (n. 1972)
- 15 novembre - Dora Doll, attrice francese (n. 1922)
- 15 novembre - Saeed Jaffrey, attore indiano (n. 1929)
- 15 novembre - Moira Orfei, circense, attrice e personaggio televisivo italiana (n. 1931)
- 15 novembre - Gisèle Prassinos, scrittrice francese (n. 1920)
- 15 novembre - Nicoletta Machiavelli, attrice italiana (n. 1944)
- 15 novembre - Herbert Scarf, economista statunitense (n. 1930)
- 15 novembre - Lauri Vaska, chimico estone (n. 1925)
- 16 novembre - Alberto Agazzani, critico d'arte e critico musicale italiano (n. 1967)
- 16 novembre - David Canary, attore statunitense (n. 1938)
- 16 novembre - Ricardo Ferrero, calciatore argentino (n. 1955)
- 16 novembre - Nando Gazzolo, attore e doppiatore italiano (n. 1928)
- 16 novembre - Doug Gresham, cestista canadese (n. 1929)
- 16 novembre - Vincenzo Mungari, avvocato, politico e dirigente pubblico italiano (n. 1934)
- 16 novembre - Bert Olmstead, hockeista su ghiaccio canadese (n. 1926)
- 16 novembre - Gianni Sbarra, scenografo italiano (n. 1929)
- 17 novembre - Juan Bosch, regista e sceneggiatore spagnolo (n. 1925)
- 17 novembre - Mario Cervi, giornalista, saggista e storico italiano (n. 1921)
- 17 novembre - Drago Grubelnik, sciatore alpino e allenatore di sci alpino sloveno (n. 1976)
- 18 novembre - Abdelhamid Abaaoud, terrorista belga (n. 1987)
- 18 novembre - Bjørn Borgen, calciatore norvegese (n. 1937)
- 18 novembre - Chakib Akrouh, terrorista belga (n. 1990)
- 18 novembre - Luigi Grezzi, politico italiano (n. 1922)
- 18 novembre - Jonah Lomu, rugbista a 15 neozelandese (n. 1975)
- 18 novembre - Paolo Pasotto, pittore e scultore italiano (n. 1930)
- 18 novembre - Paolo Trevisi, attore e regista teatrale italiano (n. 1941)
- 18 novembre - Mal Whitfield, mezzofondista e velocista statunitense (n. 1924)
- 19 novembre - Günter Meißner, storico dell'arte tedesco (n. 1936)
- 19 novembre - Leonardo Pinzauti, critico musicale italiano (n. 1926)
- 20 novembre - Svetlana Kitova, mezzofondista russa (n. 1960)
- 20 novembre - Keith Michell, attore australiano (n. 1926)
- 20 novembre - Gilberto Oneto, teorico dell'architettura e giornalista italiano (n. 1946)
- 20 novembre - Héctor Salvá, allenatore di calcio e calciatore uruguaiano (n. 1939)
- 20 novembre - Kitanoumi Toshimitsu, lottatore di sumo giapponese (n. 1953)
- 21 novembre - Bob Foster, pugile statunitense (n. 1937)
- 21 novembre - Linda Haglund, velocista svedese (n. 1956)
- 21 novembre - Kim Young-sam, politico sudcoreano (n. 1927)
- 21 novembre - Paku Alam IX, politico e nobile indonesiano (n. 1938)
- 21 novembre - Joseph Silverstein, violinista, docente e direttore d'orchestra statunitense (n. 1932)
- 21 novembre - Zoran Ubavič, calciatore sloveno (n. 1965)
- 22 novembre - Mario Renato Cornejo Radavero, vescovo cattolico peruviano (n. 1927)
- 22 novembre - Dagmar Heller, attrice, doppiatrice e conduttrice radiofonica tedesca (n. 1947)
- 22 novembre - Albert Pick, numismatico tedesco (n. 1922)
- 22 novembre - Alfred Prucker, fondista, saltatore con gli sci e combinatista nordico italiano (n. 1926)
- 22 novembre - André Waignein, compositore belga (n. 1942)
- 23 novembre - Jamiluddin Aali, poeta, saggista e giornalista pakistano (n. 1925)
- 23 novembre - Giuseppe Alabiso, aviatore e dirigente sportivo italiano (n. 1954)
- 23 novembre - Topazia Alliata, pittrice, scrittrice e gallerista italiana (n. 1913)
- 23 novembre - Dan Fante, scrittore e commediografo statunitense (n. 1944)
- 23 novembre - Douglass North, economista statunitense (n. 1920)
- 23 novembre - Lev Borisovič Okun', fisico russo (n. 1929)
- 23 novembre - Juan Quartarone, allenatore di calcio e calciatore argentino (n. 1935)
- 23 novembre - Otto John Schaden, egittologo statunitense (n. 1937)
- 24 novembre - Tullia Romagnoli Carettoni, politica italiana (n. 1918)
- 24 novembre - Piero Carminati, militare italiano (n. 1921)
- 24 novembre - Oleg Peškov, aviatore e militare russo (n. 1970)
- 24 novembre - Varduhi Varderesyan, attrice armena (n. 1928)
- 25 novembre - Vincenzo Meo, politico italiano (n. 1937)
- 25 novembre - Elmo Williams, montatore, produttore cinematografico e regista statunitense (n. 1913)
- 26 novembre - Amir Aczel, matematico e divulgatore scientifico israeliano (n. 1950)
- 26 novembre - Francesco Carnelutti, attore e doppiatore italiano (n. 1936)
- 26 novembre - Jytte Hansen, nuotatrice danese (n. 1932)
- 26 novembre - Guy Lewis, allenatore di pallacanestro statunitense (n. 1922)
- 26 novembre - Bill Stauffer, cestista statunitense (n. 1930)
- 27 novembre - Pier Angelo Boffi, calciatore svizzero (n. 1946)
- 27 novembre - Luca De Filippo, attore e regista teatrale italiano (n. 1948)
- 27 novembre - Barbro Hiort af Ornäs, attrice svedese (n. 1921)
- 27 novembre - Philippe Washer, tennista belga (n. 1924)
- 28 novembre - Yoka Berretty, attrice olandese (n. 1928)
- 28 novembre - Richard Brousek, calciatore austriaco (n. 1931)
- 28 novembre - Walter Bruce, calciatore nordirlandese (n. 1938)
- 28 novembre - Gerry Byrne, calciatore inglese (n. 1938)
- 28 novembre - Giuseppe Giarrizzo, storico e politico italiano (n. 1927)
- 28 novembre - Ivan Hlevnjak, calciatore croato (n. 1944)
- 28 novembre - Marjorie Lord, attrice statunitense (n. 1918)
- 28 novembre - Pernille Rode, pallamanista, cestista e altista danese (n. 1932)
- 28 novembre - Janez Strnad, fisico e divulgatore scientifico sloveno (n. 1934)
- 28 novembre - Agustín Sánchez, calciatore spagnolo (n. 1931)
- 28 novembre - Gino Terreni, pittore e scultore italiano (n. 1925)
- 28 novembre - Olene S. Walker, politica statunitense (n. 1930)
- 29 novembre - John Demarie, giocatore di football americano statunitense (n. 1945)
- 29 novembre - Luciano Marrucci, presbitero, scrittore e docente italiano (n. 1929)
- 29 novembre - O'tkir Sultonov, politico uzbeko (n. 1939)
- 29 novembre - Tunku Abdul Malik, principe malese (n. 1929)
- 30 novembre - Fatema Mernissi, scrittrice e sociologa marocchina (n. 1940)
- 30 novembre - Shigeru Mizuki, fumettista giapponese (n. 1922)
- 30 novembre - Ėl'dar Aleksandrovič Rjazanov, regista, attore e poeta sovietico (n. 1927)
- 30 novembre - Steve Shagan, sceneggiatore, romanziere e produttore cinematografico statunitense (n. 1927)
- 30 novembre - Renzo Trivelli, politico italiano (n. 1925)